# Calophyllum leucocarpum
Calophyllum leucocarpum är en tvåhjärtbladig växtart som beskrevs av Albert Charles Smith. Calophyllum leucocarpum ingår i släktet Calophyllum och familjen Calophyllaceae. Inga underarter finns listade i Catalogue of Life.